# 卜學亮
卜學亮（英語：Bright Pu，1965年9月11日—），台灣男藝人、主持人、演員、歌手，外號阿亮。

## 演藝生涯
1988年，卜學亮參加華視綜藝節目《TV新秀爭霸站》，因而出道。卜學亮主要在節目主持領域發展，也曾出過唱片；他最受歡迎的節目是綜藝節目《超級星期天》中的一個單元〈超級任務〉，內容是為特別來賓尋人。
2024年，以《騎吧！哈林小隊》獲得第59屆金鐘獎益智及實境節目主持人獎。

## 個人生活
2023年6月23日，黃子佼於直播影射一位圈內好友婚內出軌，不少網友猜測此為男星是卜學亮，便紛紛湧入臉書留言。對此，卜學亮經紀人表示沒什麼好回應的。卜學亮後續回應此事為誤會。

## 音樂作品

### 唱片
| 專輯 # | 專輯資料                                                                      | 曲目 |
| ------ | ----------------------------------------------------------------------------- | --- |
| 1st    | 首張專輯《我愛阿亮》 - 發行日期：2000年1月12日 - 唱片公司：豐華唱片           | 曲目 1. 子曰(feat.曾寶儀) 2. 我想做個好男人 3. 火車頂的心情(台) 4. 恭喜發財歌 5. 小憐 6. 超級任務 7. 痛哭的人 8. Hobo 9. 刻骨銘心 10. 動物的悲歌                                                                             |
| 2nd    | 第二張專輯《我愛阿亮阿亮愛我》 - 發行日期：2001年1月12日 - 唱片公司：豐華唱片 | 曲目 1. 寶貝不要哭 2. 只要我心裡有你 3. 背包 4. 給老婆的歌 5. 起床歌 6. 知己 7. 因為我愛你 8. I'll Be Back 9. 危險的戀人 10. Party To9T                                                                                      |
| 3rd    | 第三張專輯《SUPER 亮》 - 發行日期：2013年12月20日 - 唱片公司：豐華唱片        | 曲目 1. 超跑情人夢 2. 'O Sole Mio 3. 轟動武林一首歌(台) 4. 夜深 5. 騎著我的夢 6. 機會，碰！(華視偶像劇金牌老爸 插曲) 7. 唔驚輸 (電影做你愛做的事 主題曲) 8. 星光麥咭 9. 老師老師(feat.大小姐) 10. 子曰(超激版) (feat.陳苡萊) |

## 主持作品

### 電視節目
| 頻道             | 節目                         |
| ---------------- | ---------------------------- |
| 台灣電視公司     | 《綜藝發發發》               |
| 台灣電視公司     | 《今天誰會贏》               |
| 中國電視公司     | 《鄉親舞台》                 |
| 中國電視公司     | 《綜藝最響亮》               |
| 中華電視公司     | 《好彩頭》                   |
| 中華電視公司     | 《超級星期天》               |
| 中華電視公司     | 《星期天報報》               |
| 中華電視公司     | 《我愛龍珠》                 |
| 中華電視公司     | 《好運旺旺來》               |
| 中華電視公司     | 《王牌接班人》               |
| 中華電視公司     | 《快樂星期天》               |
| 中華電視公司     | 《超級同學會》               |
| 台灣公共電視     | 《五年三班：全民益智大考驗》 |
| 年代MUCH台       | 《超級百戰》                 |
| 東風衛視         | 《阿亮單車日記》             |
| TVBS-G           | 《Super Live 3-5》           |
| 衛視中文台       | 《電玩大觀園》               |
| 非凡新聞台       | 《好主意好生意》             |
| 中天娛樂台       | 《裝亮你家》                 |
| 八大娛樂K台      | 《台灣樂起來》               |
| MOMO親子台       | 《親子大作戰》               |
| 湖南衛視         | 《節節高聲》（第四季）       |
| 江苏卫视         | 《前往世界的尽头》           |
| 三立台灣台       | 《在台灣的故事》             |
| 超視、東森綜合台 | 《Chill Chill懂事長》        |

## 綜藝節目

### 廣播節目
- 飛碟電台《開機說亮話》《週末飛碟午餐》

### 固定班底
- 中國電視公司《雞蛋碰石頭》
- 中華電視公司《綜藝萬花筒》的〈各說各話〉單元
- 台灣電視公司《騎吧！哈林小隊》
- 台灣電視公司、八大綜合台、 中華電信MOD/Hami video《我的明星村長》
- 台視、八大綜合台、Netflix《全明星！出發吧》實境節目成員

## 電視劇
| 年份   | 頻道                   | 劇名                           | 飾演     |
| ------ | ---------------------- | ------------------------------ | -------- |
| 1983年 | 華視                   | 《鐵樹開花》                   |          |
| 1993年 | 華視                   | 《封神榜－哪叱傳奇》           | 葫蘆     |
| 1994年 | 華視                   | 《人生一大事》                 | 阿川     |
| 1996年 | 台視                   | 《台灣演義》                   | 萬貴     |
| 1996年 | 超視                   | 《我們一家都是人》之台灣精神   | 恰吉     |
| 1997年 | 超視                   | 《我們一家都是人》之一間客棧   | 林台灣   |
| 1997年 | 超視                   | 《我們一家都是人》之寶島大國民 | 黃建國   |
| 1998年 | 中視                   | 《千金媳婦萬金孫》             | 花卜同   |
| 2001年 | 中視                   | 《風雲之雄霸天下》             | 泥菩薩   |
| 2001年 | 華視                   | 《流星花園》                   | 老師     |
| 2005年 | 東森戲劇台             | 《好美麗診所》                 | 金百男   |
| 2005年 | 台視、三立都會台       | 《綠光森林》                   | 學務長   |
| 2006年 | 三立都會台             | 《住左邊住右邊》之幸福小套房   | 陳預謀   |
| 2006年 | 三立都會台             | 《住左邊住右邊》之全民拼幸福   | 卜長壽   |
| 2006年 | 緯來綜合台             | 《我的兒子是老大》             | 阿銘     |
| 2006年 | 台視、三立都會台       | 《愛情經紀約》                 | 宣大綱   |
| 2007年 | 台視、三立都會台       | 《櫻野三加一》                 | 阿亮     |
| 2007年 | 中視、八大綜合台       | 《公主小妹》                   | 麥聰光   |
| 2007年 | 三立台灣台             | 《天下第一味》                 | 高壽山   |
| 2008年 | 中視、八大綜合台       | 《翻滾吧！蛋炒飯》             | 福爺     |
| 2008年 | 中視、八大電視台       | 《籃球火》                     | 唐龍     |
| 2008年 | 公視                   | 《愛在春風街》                 | 孟菊隱   |
| 2008年 | 台視、三立都會台       | 《波麗士大人》                 | 郭寶貴   |
| 2009年 | 大愛電視台             | 《幸福的起點》                 | 溫慶玄   |
| 2009年 | 三立台灣台             | 《真情滿天下》                 | 邱連生   |
| 2009年 | 公視、TVBS歡樂台       | 《痞子英雄》                   | 管理員   |
| 2009年 | 民視、八大綜合台       | 《終極三國》                   | 王允     |
| 2010年 | 華視、八大綜合台       | 《愛∞無限》                    | 館長     |
| 2010年 | 民視、八大綜合台       | 《愛似百匯》                   | 胡萬峻   |
| 2011年 | 台視、三立都會台       | 《醉後決定愛上你》             | Jack     |
| 2011年 | 民視、八大綜合台       | 《旋風管家》                   | 主管     |
| 2011年 | 民視、八大綜合台       | 《華麗的挑戰》                 | 椹德元   |
| 2012年 | 民視                   | 《廉政英雄》                   | 史東寶   |
| 2012年 | 八大電視台             | 《愛情是從告白開始的》         | 池以步   |
| 2012年 | 三立都會台、東森綜合台 | 《愛上巧克力》                 | 蘇一誠   |
| 2013年 | 華視                   | 《金牌老爸》                   | 吳誠信   |
| 2015年 | 中國大陸               | 《孤独的美食家》               | 張炳達   |
| 2015年 | LINE TV                | 《同樂會》                     | 王爸爸   |
| 2016年 | 公視                   | 《滾石愛情故事-成全》          | 老總     |
| 2016年 | 中國大陸               | 《終極遊俠》                   | 烏龍師父 |
| 2017年 | 八大綜合台             | 《終極三國2017》               | 王允     |
| 2017年 | 台視、三立都會台       | 《噗通噗通我愛你》             | 歐巴馬   |
| 2019年 | 台視、八大綜合台       | 《我們不能是朋友》             | 黎晉輝   |
| 2019年 | 華視                   | 《守著陽光守著你》             | 林國強   |
| 2021年 | 公視                   | 《白日夢外送王》               | 宋一發   |
| 2022年 | 八大戲劇台             | 《愛情發生在三天後》           | 寧舜遠   |
| 2023年 | Netflix                | 《人選之人-造浪者》            | 高振綱   |
| 2023年 | 東森戲劇台、TVBS歡樂台 | 《W劇場：因為你如此耀眼》      | 張永富   |
| 2024年 | 愛奇藝、八大戲劇台     | 《茁劇場－非殺人小說》         | 郭紹安   |
| 2025年 | Netflix                | 《忘了我記得》                 | 超商店長 |
| 2025年 | 公視                   | 《我們與惡的距離 II》          | 高振綱   |

## 電影
| 年份   | 片名                 | 飾演       |
| ------ | -------------------- | ---------- |
| 1989年 | 長大的感覺真好       |            |
| 1996年 | 超級班長             |            |
| 1996年 | 超級天兵之機車班長   | 劉慶安     |
| 1998年 | 徵婚啟事             |            |
| 2008年 | 黑道診所(緯來電影台) | 麒麟       |
| 2009年 | 美味賭王(緯來電影台) | 何霸天     |
| 2009年 | 愛到底               | 大賣場員工 |
| 2011年 | 命運化妝師           | 周法醫     |
| 2012年 | 愛                   | 婚禮主持人 |
| 2014年 | 做你愛做的事         | 國歡       |
| 2016年 | 神廚                 | 法官       |
| 2016年 | 獨一無二             | 亮哥       |
| 2016年 | 極樂宿舍             | 簡老王     |
| 2017年 | 帶我去月球           | 正翔爸     |
| 2023年 | 成功補習班           | FUNKY店長  |

### 配音
- 《海底總動員》，馬林（Marlin）
- 《蜥蜴超人》，大宇資訊電腦遊戲，「蕭建仁」配音
- 《暑假就醬玩》，公共電視文化事業基金會兒童節目，旁白
- 2013年《中國新聲代》，湖南廣播電視台金鷹卡通頻道，「麥咭」配音 [4]

## 相聲劇
- 1997年表演工作坊 -《又一夜，他們說相聲》，卜學亮飾演一名補習班歷史科教師「吳慧」(但只會教中國史)，而劇中吳慧以RAP的方式教學生有關孔子思想的唱段，被改編入之後卜學亮第一張專輯《我愛阿亮》的第一首歌-「子曰」的部分歌詞，而這個唱段的台詞其實剛好就是當年部編本高中歷史課本的第一冊第51頁-關於孔子思想的課文。

## 綜藝節目(中國大陸)
- 2014年 《明星家族的2天1夜》
- 2015年 《前往世界的尽头》

## 舞台劇
- 2003年表演工作坊《在那遙遠的星球,一粒沙》
- 2005年如果兒童劇團第十一口大戲《聖誕老公公》
- 2009年果陀劇場《步步驚笑》
- 2011年果陀劇場《最後14堂星期二的課》
- 2016年果陀劇場《ART》
- 2018年果陀劇場《吻我吧娜娜》
- 2019年果陀劇場《綠島小夜曲》
- 2023年果陀劇場《淡水小鎮》

## 獎項紀錄
| 年份   | 獲提名                 | 獎項                                   | 結果 |
| ------ | ---------------------- | -------------------------------------- | ---- |
| 1998年 | 《又一夜，他們說相聲》 | 第9屆金曲獎最佳口語說講唱片獎          | 獲獎 |
| 2000年 | 《超級星期天》         | 第35屆金鐘獎綜藝節目主持人獎           | 獲獎 |
| 2001年 | 《超級星期天》         | 第36屆金鐘獎綜藝節目主持人獎           | 獲獎 |
| 2005年 | 《好主意好生意》       | 第40屆金鐘獎文教資訊節目主持人獎       | 提名 |
| 2018年 | 《在台灣的故事》       | 第53屆金鐘獎生活風格節目主持人獎       | 提名 |
| 2019年 | 《超級同學會》         | 第54屆金鐘獎綜藝節目主持人獎           | 獲獎 |
| 2023年 | 《人選之人-造浪者》    | 第58屆金鐘獎迷你劇集／電視電影男配角獎 | 提名 |
| 2024年 | 《騎吧！哈林小隊》     | 第59屆金鐘獎益智及實境節目主持人獎     | 獲獎 |

## 外部連結
- 卜學亮的Facebook專頁
- 卜學亮的Instagram帳戶
- 卜學亮的新浪微博
- 卜學亮的新浪博客
- 卜學亮在互联网电影资料库（IMDb）上的資料（英文）
- 卜學亮在香港影庫上的簡介
- 卜學亮在豆瓣上的资料（简体中文）
- 卜學亮在时光网上的簡介（简体中文）